# Sigmund von Brause
Sigmund von Brause (* um 1656; † Juli 1725) war ein königlich-polnischer und kurfürstlich-sächsischer Generalleutnant der Kavallerie. Ferner besaß die Rittergüter Görschlitz und Kmehlen.

## Leben und Werk
Er stammte aus der pommerschen Adelsfamilie von Brause. Sein Bruder war der Generalmajor Friedrich von Brause, Kommandant der Festung Königstein.
Er trat in den Dienst des Kurfürsten Johann Georg von Sachsen. 1691 war er Oberstleutnant bei dessen Leibgarde; deren Kommandeur war seinerzeit sein Bruder Friedrich. 1694 trat er in den Dienst des Königs/Kurfürsten August des Starken. 1700 erhielt er ein Dragoner-Regiment; 1702 wurde er zum Generalmajor befördert. Er blieb bis 1717 Kommandant en Chef des Regiments. In diesem Jahr wurde sein Regiment mit dem Dragoner-Regiment „Baudissin“ zusammengelegt; der Oberst Klingenberg wurde zum Kommandanten ernannt. Im Oktober 1709 wurde er zum Generalleutnant der Kavallerie befördert und am 26. Oktober 1714 zum General der Kavallerie.
In erster Ehe heiratete Brause Johanna Magdalena von Milltitz-Siebeneichen († 26. Februar 1689). Das Paar hatte mehrere Kinder:
- Christiane Frederike ⚭ 1710 Joachim Rüdiger von der Goltz, Kammerherr[1]
- Luise Wilhelmine

⚭ 1714 Johann Adolf von Rüdi(n)ger († 8. März 1730)
⚭ Adolph Erdmann von Klitzing, Oberstwachtmeister
- Karoline Florintine  ⚭ 1714 Georg Siegmund von Schlichting, Oberstwachtmeister

Brause war mit Sara Christine von Lüttichau. Das Paar hatte einen Sohn Siegmund († 25. Februar 1709), der noch am Tag seiner Geburt starb.